# 제프 페리
제프 페리(Jeff Perry, 1955년 8월 16일 ~ )는 미국의 배우이다.

## 출연 작품
- 리지 (2018)
- 짐 & 헬렌 포에버 (2015)
- Picture Paris (2011) - 단편
- 더 애너버서리 앳 섈로우 크리크 (2010)
- 휴먼 스테인 (2003)
- 랜스키 (1999)
- 와일드 씽 (1998)
- 파이널 K2 (1997)
- 시카고 메디컬 (1994)
- 플레이메이커 (1994)
- 하트랜드의 연쇄 살인 (1993)
- 사랑의 사고 (1993)
- 육체의 증거 (1993)
- 스토리빌 (1992)
- 사생활(영어판) (1992)
- 사랑의 약속 (1991)
- 초인 플래시 - 아웃 오브 콘트롤 (1990)
- 그리프터스 (1990)
- 3인의 탈주자 (1989)
- 형사 콜롬보 - 환상의 죽음 (1989)
- 리멤버 마이 네임 (1978)

### 텔레비전
- L.A. 로 (1993)
- CSI: 과학수사대 (2003, 2010)
- 그레이 아나토미 (2006-19)
- 스캔들 (2012-18)